# Gustav Wissting
Gustav Wissting (4 febbraio 2005) è uno sciatore alpino svedese.

## Biografia
Slalomista puro attivo dal novembre del 2021, in Coppa Europa Gustav Wissting ha esordito il 15 dicembre 2022 a Obereggen (43º) e ha conquistato la prima vittoria, nonché primo podio, il 15 dicembre 2024 in Val di Fassa. Ha debuttato in Coppa del Mondo il 23 dicembre 2024 in Alta Badia, senza completare la prova, e ai Campionati mondiali a Saalbach-Hinterglemm 2025, dove si è classificato 26º; ai successivi Mondiali juniores di Tarvisio 2025 ha vinto la medaglia d'argento. Non ha preso parte a rassegne olimpiche.

## Palmarès

### Mondiali juniores
- 1 medaglia:
  - 1 argento (slalom speciale a Tarvisio 2025)

### Coppa del Mondo
- Miglior piazzamento in classifica generale: 132º nel 2025

### Coppa Europa
- Miglior piazzamento in classifica generale: 23º nel 2025
- 1 podio:
  - 1 vittoria

#### Coppa Europa - vittorie
| Data             | Località     | Paese  | Specialità |
| ---------------- | ------------ | ------ | ---------- |
| 15 dicembre 2024 | Val di Fassa | Italia | SL         |

Legenda:

SL = slalom speciale

### Campionati svedesi
- 1 medaglia:
  - 1 argento (slalom speciale nel 2025)